# When the Party’s Over
«When the Party’s Over» (стилизовано как when the party’s over; c англ. — «когда вечеринка закончится») — песня американской певицы Билли Айлиш, вышедшая 17 октября 2018 года в качестве 2-го сингла с дебютного студийного альбома When We All Fall Asleep, Where Do We Go? (2019).
Трек получил платиновый и золотой сертификаты в нескольких странах, включая такие как Австралия, Великобритания, Канада, США.

## Музыкальное видео
Музыкальное видео было выпущено 25 октября 2018 года. Видео начинается с того, что Айлиш сидит в пустой комнате, а затем выпивает из чашки какую-то чёрную жидкость. Черные слезы текут по её щеке, окрашивая её наряд. В конце видео камера поворачивается вниз, показывая, что чёрная жидкость начала покрывать пол. Айлиш утверждает, что её вдохновение для видео пришло от фанатского рисунка, на котором она нарисовала черные глаза. «Я думала, что это действительно визуальный допинг, и я хотела создать его физически». Режиссёр Карлос Лопес Эстрада.

## Награды и номинации
| Год  | Организация            | Награда                        | Результат | Ссылки |
| ---- | ---------------------- | ------------------------------ | --------- | ------ |
| 2019 | Clio Awards            | Music Videos                   | Победа    | [ 4 ]  |
| 2019 | MTV Video Music Awards | Best Visual Effects            | Номинация | [ 5 ]  |
| 2019 | UK Music Video Awards  | Best Pop Video — International | Номинация | [ 6 ]  |

## В популярной культуре
Песня была использована в американском сериале «Ординатор» во втором эпизоде второго сезона. Песня также была использована в эпизоде второго сезона шоу «On My Block». Песня также фигурирует в сериале «Riverdale», в последнем эпизоде третьего сезона.

## Творческая группа
Адаптировано с сайта Tidal
- Билли Айлиш — вокал
- Финнеас О’Коннелл — продюсер, автор песни, фортепиано, ударные
- Роб Кинельски — сведение
- Джон Гринэм — мастеринг-инженер

## Чарты
| Чарт (2018—2020)                               | Высшая позиция |
| ---------------------------------------------- | -------------- |
| Австралия (ARIA)                               | 7              |
| Австрия (Ö3 Austria Top 40)                    | 25             |
| Бельгия/Фландрия (Ultratop 50)                 | 31             |
| Бельгия/Валлония (Ultratip Bubbling Under)     | 1              |
| Канада (Billboard Canadian Hot 100)            | 14             |
| Чехия (Singles Digitál Top 100)                | 14             |
| Дания (Tracklisten)                            | 16             |
| Эстония (Eesti Ekspress)                       | 7              |
| Финляндия (Suomen virallinen lista)            | 17             |
| Франция (SNEP)                                 | 69             |
| Германия (GfK)                                 | 45             |
| Венгрия (Single Top 40)                        | 24             |
| Венгрия (Stream Top 40)                        | 15             |
| Ирландия (IRMA)                                | 7              |
| Италия (FIMI)                                  | 84             |
| Латвия (LAIPA)                                 | 5              |
| Нидерланды (Dutch Top 40)                      | 26             |
| Нидерланды (Single Top 100)                    | 34             |
| Новая Зеландия (Recorded Music NZ)             | 3              |
| Норвегия (VG-lista)                            | 9              |
| Португалия (AFP)                               | 27             |
| Шотландия (OCC Scotland)                       | 56             |
| Сингапур (RIAS)                                | 30             |
| Словакия (Singles Digitál Top 100)             | 10             |
| Испания (PROMUSICAE)                           | 60             |
| Швеция (Sverigetopplistan)                     | 10             |
| Швейцария (Schweizer Hitparade)                | 29             |
| Великобритания (OCC UK Singles)                | 21             |
| США (Billboard Hot 100)                        | 29             |
| США (Billboard Pop Airplay)                    | 17             |
| США Alternative Digital Song Sales (Billboard) | 3              |
| США Rolling Stone Top 100                      | 43             |

| Чарт (2019)                                    | Позиция |
| ---------------------------------------------- | ------- |
| Австралия (ARIA)                               | 29      |
| Бельгия (Ultratop Flanders)                    | 86      |
| Канада (Canadian Hot 100)                      | 53      |
| Дания (Tracklisten)                            | 40      |
| Франция (SNEP)                                 | 191     |
| Ирландия (IRMA)                                | 28      |
| Новая Зеландия (Recorded Music NZ)             | 23      |
| Швеция (Sverigetopplistan)                     | 30      |
| Швейцария (Schweizer Hitparade)                | 45      |
| Великобритания (Official Charts Company)       | 74      |
| США Billboard Hot 100                          | 67      |
| США Mainstream Top 40 (Billboard)              | 47      |
| США Alternative Digital Song Sales (Billboard) | 6       |
| США Rolling Stone Top 100                      | 41      |

## Сертификации
| Регион | Сертификация  | Продажи    |
| --- | ------------- | ---------- |
| Австралия (ARIA) | 8× Платиновый | 560 000    |
| Австрия (IFPI Austria) | Платиновый    | 30 000     |
| Бельгия (BEA) | Платиновый    | 40 000     |
| Канада (Music Canada) | 4× Платиновый | 320 000    |
| Дания (IFPI Danmark) | 2× Платиновый | 180 000    |
| Франция (SNEP) | Бриллиантовый | 333 333    |
| Германия (BVMI) | Платиновый    | 400 000    |
| Италия (FIMI) | Платиновый    | 50 000     |
| Новая Зеландия (RMNZ) | 2× Платиновый | 60 000     |
| Норвегия (IFPI Norway) | 3× Платиновый | 180 000    |
| Польша (ZPAV) | 4× Платиновый | 200 000    |
| Португалия (AFP) | 2× Платиновый | 20 000     |
| Испания (PROMUSICAE) | Платиновый    | 60 000     |
| Великобритания (BPI) | 2× Платиновый | 1 200 000  |
| США (RIAA) | 4× Платиновый | 4 000 000  |
| Стриминг |               |            |
| Швеция (GLF) | 3× Платиновый | 24 000 000 |
| Данные о продажах + прослушиваниях приведены только на основе сертификации. · Данные только о прослушиваниях приведены на основе сертификации. |               |            |

## История выпусков
| Страна | Дата                | Формат                 | Лэйбл      | Ссылка |
| ------ | ------------------- | ---------------------- | ---------- | ------ |
| США    | 26 февраля, 2019 г. | Contemporary hit radio | Interscope | [ 70 ] |